# Není stále zamračeno
Není stále zamračeno je československý černobílý dokumentární film natočený roku 1950. Premiéru měl 15. října 1950.
Námět:
- František Daniel

Scénář:
- Vojtěch Jasný
- František Daniel
- Karel Kachyňa

Kamera:
- Vojtěch Jasný
- Karel Kachyňa

Režie:
- Vojtěch Jasný
- Karel Kachyňa

Hrají:
- Václav Pavelka, Ladislav Sedlák, Jaroslav Viták, Kamil Olšovský